# 白竺乡
白竺乡，是中华人民共和国江西省萍乡市湘东区下辖的一个乡镇级行政单位。

## 行政区划
白竺乡下辖以下地区：
白竺村、龙台村、上江村、沙坪村、水洋村、长坑村、柘村、黄岗村、太阳升村、上村、源头村、大丰村和崇源村。